# Play-off
I play-off sono partite ad eliminazione diretta disputate, al termine della stagione regolare, per assegnare la vittoria di una competizione o per determinare le promozioni e le retrocessioni.

## Funzionamento
La griglia di partenza dei play-off è generalmente composta da un numero pari di squadre, ammesse in base alla classifica della stagione regolare.
Tale fase si articola in una serie di incontri – in gara secca oppure con più sfide – per stabilire la vincitrice di una competizione o le formazioni promosse nella categoria superiore; il regolamento può contemplare criteri favorevoli alla squadra meglio piazzata nella stagione regolare, riconoscendole per esempio il vantaggio del fattore campo nell'incontro decisivo oppure la qualificazione in caso di parità.
A differenza della stagione regolare, strutturata con la formula del girone all'italiana, i play-off sono interamente ad eliminazione diretta.

## Play-out
I play-out hanno una concezione analoga ai play-off, con la differenza che invece di assegnare il titolo, stabiliscono la salvezza e la retrocessione. Nello specifico, la squadra perdente dopo l'incontro (o gli incontri) retrocede, mentre la squadra vincente si salva.
Lo sport italiano introdusse i play-out negli anni 1980 per la pallacanestro e la pallavolo; sono tuttora presenti anche nel campionato di baseball e nel campionato di calcio a 5. Nel campionato italiano di calcio, dove nacquero contestualmente ai play-off, sono inizialmente in vigore, dalla stagione 1993-1994, in Serie C1 e in Serie C2. I play-out verranno poi inclusi nella riunificata terza serie calcistica tra questi due livelli, dal 2014 in Lega Pro, poi rinominata "Serie C" nel 2017; sono presenti anche in Serie D dall'annata 2002-2003, erano già esistenti nelle categorie dilettantistiche inferiori dal 1999-2000 ed hanno inoltre fatto il loro esordio nel corso della stagione di Serie B 2003-2004, in un’inedita Serie B a 24 squadre, quando la FIGC modificò il regolamento, per poi essere confermati a partire dall'anno dopo, fino ai giorni nostri.
In alcuni sport (come ad esempio pallacanestro e pallanuoto) i play-out sono strutturati in modo simile ai play-off, ma funzionano al contrario: nei turni preliminari la squadra vincente esce, mentre quella sconfitta va avanti.